# 天獄 -HEAVEN'S PRISON-
『天獄 -HEAVEN'S PRISON-』（てんごく ヘブンズ プリズン）は、うたたねひろゆきによるファンタジー漫画作品。

## 概要
集英社『ウルトラジャンプ』にて2002年8月号より連載開始。話数カウントは「第○回」（雑誌掲載時のみ。○の中には漢数字が入る）。
圧倒的な書き込みとトーンワークが施されているためか月刊誌にしては1話が平均18 - 20ページと少なく、単行本は1年に1冊の割合で刊行され全12巻が発売された。また、登場人物に幼女や眼鏡を掛けたキャラの割合が多いのも特徴。単行本化の際には加筆・修正がなされ、連載時とはまるで違うものになっている。また、時折番外編（その時は話数カウントが「EX」と表記され、「○○の場合」（○○にはその話の主役となるキャラクターの名前が入る）というサブタイトルが付く）が掲載されるが、それは単行本に収録されないことが多い。特装版として、浅井真紀による可動フィギュアが同梱されるなど、他作品に先駆けた意欲的な試みも多い。
2015年5月号に未消化の伏線や謎をいくつか残したまま最終回を迎えた（単行本の加筆・修正である程度回収されているがそれでも全ての謎は明らかにされていない）。

## あらすじ
退屈な日々を送る平凡な女子高生、透湖はある日、友人の瀬川真理から交通事故があったと電話で呼び出される。そして透湖は真理と共に事故現場の野次馬をしていたが、彼女はそこで血を集めるメイド姿の少女、砂姫を発見する。しかし、彼女は透湖以外には見えていなかった。
不気味な感じに襲われた透湖はその場を離れるが、今度は胴体に杭が刺さった状態で生きている銀髪の少年、終夜空と出会う。その後、謎の男が空に襲い掛かるが、その時事故現場にいた砂姫が現れ、空に血を飲ませ、彼を助けた。どうやら空は吸血鬼であり、そして、ある教団に追われているらしかった。
砂姫と空、そして彼らを追う者達の正体は一体何なのか。そして、非現実な出来事に巻き込まれた透湖の運命は…?

## 登場人物

### 主要登場人物
砂姫（さき）
主人公。空に仕えるメイドで彼のことを「ご主人様」と呼ぶ。大きな眼鏡を掛けている。貧乳。
実はホムンクルスで、それゆえか人間らしさに欠けており、空以外のことには無関心で、それが原因で彼以外の人間を危機に晒す傾向にあった。空のクラスメートである羽海の姉・真理が吸血鬼化した際、彼に頼まれて羽海の家の見張りをしていたが途中でクインテットが空に接近してきていることを察知し、前述のように「空以外のことには無関心」なことから彼女たちを追い返すことを優先したために羽海を危機に晒してしまい、空に見放されてしまう。その後、透湖と行動を共にするがそれによって人間らしさを身に付けていき、彼女とも友情を深めていき、遂には彼女のことを初めての“友達”として認めるようになった。
過去に空から「『神の血』によって暴走した場合は自身を殺して欲しい」という約束をされており、空が「神の血」による吸血衝動によって暴走した時、約束を果たすために彼に戦いを挑み、一度は彼を追い詰めた。その時、空を殺す理由が自分の中で途中で「自分の姿を目に焼き付けて死んで欲しい」といったことに変化していったことを告白し、空から人間としての心を完全に身に付けたことを認められた。だが、一瞬の隙を突かれ、完全に「魔王」となった空に敗北してしまう。その後、新たな力を手に入れて復帰し、空と再戦。激戦の末に勝利を収め、そして止めを刺す寸前で羽海が立ち塞がったことによりそれを止めた。
影を自在に操る能力（影から影へとワープする、影から武器を出す、相手の影を踏んで動きを止めるなど）を持ち、戦闘ではその能力を駆使して戦う。
普段は生活費を稼ぐためにコスプレ居酒屋でアルバイトをしている（制服は巫女装束）。
戦いが終わった後は透湖が通う学校に編入し、高校生として生活を送ることになる。
透湖（とうこ）
もう一人の主人公。ごく普通の女子高生。何故か苗字は明らかにされていない。茶髪にロングヘアの髪型をしている。巨乳。退屈な日々を過ごしていたが、砂姫、空と出会ったことにより非現実的な出来事に巻き込まれていく。明るく好奇心旺盛な性格で珍しいことなら何でも「面白そう」と関心を示す。砂姫と「トモダチ」になりたいと思っており、その気持ちはどこか友情以上の物を感じさせる。
他人には姿が見えない状態の砂姫を見ることができたり、クインテットの「音の結界」を見破ったりと、普通の人間では無いことを匂わせるような描写が出てくるが、結局その謎は最後まで明かされることは無かった。
終夜 空（よすがら うつほ）
砂姫が仕えている吸血鬼で銀髪の美少年。体内に流れる「神の血」によって不老不死の肉体を得ており、砂姫と共に数百年の時を生きて来た。しかし、彼自身は普通の人間として一生を終えることを望んでおり、そのために「30枚銀貨」を集めようとしている。
体内の「神の血」が濃くなると暴走を引き起こして吸血衝動を抑えられなくなり、「魔王」という怪物となって人々を襲うようになるため、血を吸うことで「神の血」を薄め、暴走を防いでいる。そのことから、砂姫と「自身が『神の血』によって暴走した時は殺して欲しい」という約束をしている。それは「人間としての心」が残っているうちに死ぬことができるといったことからである。戦闘能力は高く、暦と互角に渡り合うほどである。また、体を霧状に変化させる能力を持っており、戦闘でもそれを使用する。
普段は小学生として生活しており、そのルックスからか女子生徒にはモテる。クラスメートである羽海に好意を寄せられているが、彼自身も満更では無い様子。
真理が吸血鬼化した際、彼女に襲われた羽海を助けたが、彼に接近してきていたクインテットへの対処を優先させた砂姫のことを責め、彼女と袂を分かち、トラウマにならないようにと羽海に偽りの記憶を植え付けて義兄妹として一緒に暮らすことにした。また、この時吸血を怠っていたため体内の「神の血」によって少年から青年に成長した姿になっている。しかし、それにも関わらず吸血を怠っていたために体内の「神の血」が濃くなったため、吸血衝動に駆られるようになり、さらに羽海が初潮を迎えた影響で吸血衝動が抑えられなくなり、彼女や街の人々を次々に襲っていく。そしてその後、自身を止めに来た砂姫と戦い、一度は殺されそうになるものの、血を流しすぎた影響で「神の血」が完全に暴走して「魔王」と呼ばれる怪物となり、彼女を返り討ちにした。その後、イシスと激戦を繰り広げるが、その途中で羽海と再会。再び彼女を襲おうとするが彼女の呼びかけにより徐々に自我を取り戻していく。その後砂姫と再戦し敗北。止めを刺されそうになるがその寸前で羽海が立ち塞がり、その後彼女に説得され、完全に自我を取り戻した。
身の回りのことは全て砂姫に任せていたため家事が大の苦手であり、羽海と暮らしていた時は彼女を困らせていた。

### 主要登場人物の関係者
瀬川 真理（せがわ まり）
透湖の友人で羽海の姉。眼鏡を掛けたややオタク風の美少女。腐女子の気あり。ある日、透湖ら友人達とカラオケに行った帰りに吸血鬼に襲われ、自身も吸血鬼化してしまい、一家全員を襲ったが空に倒され、灰のようになって散るという悲惨な最期を遂げる。
瀬川 羽海（せがわ うみ）
真理の妹で空のクラスメート。姉と同じく眼鏡を掛けている。真理から「本の虫」と言われる程の読書家で、いつも図書館で本を読んでいる。堅物な性格で口調もきつめ（透湖曰く「委員長」）だが、本来は純真な面もある。元々はいじめられっ子で、現実逃避のために読書家になり、現在の性格になった節がある。
最初は空とはそれほど親しいわけではなかったが、あることを機に彼に好意を寄せるようになる。
真理が吸血鬼化した時彼女に襲われ、空に助けられるが、その時のショックで記憶を失ってしまう。その後、空から偽りの記憶を植え付けられ、義兄妹として彼と一緒に暮らしている。だが、ある時、初潮を迎え、その影響で吸血衝動を抑えられなくなった空に襲われた。その後、空を探しに出かけ、そして途中で偶然、砂姫を探しに来ていた透湖と出会い、彼女の協力もあって空と再会。再び彼に襲われそうになるがその寸前で彼に呼びかけ、徐々に自我を取り戻させていく。そして、空が砂姫に敗北した後、彼女に止めを刺されそうになった寸前で立ち塞がり、そして空を説得し完全に自我を取り戻させた。
犬飼 真吾（いぬかい しんご）
空のクラスメート。正体は「狗神憑き」の血を引く獣人で、犬の姿に変身することができる。スケベな性格で女子生徒にスカートめくりをしているが、同時に女性を大切にしない人は許せないという男らしい面も併せ持つ。

### “教団”

#### “七つの大罪”
“教団”の幹部に当たるメンバー。それぞれ「七つの大罪」にちなんだコードネームを付けており、また、それにちなんだ性格をしている。
“色欲”
“教団”の大教主（グランドマスター）。色黒の隻眼の男性。女性を魅了し、意のままに操る能力を持つ。“色欲”の名の通り軟派で女好きな性格で“教団”の本拠地でシスター達と遊んでばかりいる。
元々は戦災孤児で、故郷を滅ぼされた際に右目を失っており、そして生きるためには犯罪行為にすら手を染めるなど過酷な日々を送っていたが、カウロンに拾われ、“教団”に所属することとなった。そのような経歴からか「神」に対して憎しみを抱いており、それを滅ぼそうと考えていて、そのために“眠り姫”を目覚めさせた。
“怠惰”
“七つの大罪”の1人。濃い髭を生やした中年男性。人形を自在に操る能力を持つ。“強欲”と組むことが多い。“怠惰”の名の通り大変な面倒臭がりな性格で、普段は浮浪者風の格好をして怠惰な生活を送っているが、強運の持ち主でもあるため一流企業のトップの座に就いている。普段はヒルデガルドをボディーガードに付けている。
“強欲”/エリザベート・バートリー
“七つの大罪”の1人。豊満な肢体を持った妖艶な美女。「血の伯爵夫人」の異名を持ち、教団の中でも立場は上の方である。一度吸血鬼に殺された後に生き返ったことによって吸血鬼となっており、血を吸うことで若返ることができ、特に女性、それも処女の生き血を好んでいる。触れた相手の精気や能力を吸収する能力を持つ。性格は淫靡で相手を翻弄するような態度を取ることが多いが、それと同時に冷酷な面も見える。空を倒し、その報酬としてクインテットの生き血を手に入れようとしている。
「神の血」を手に入れることで完璧な吸血鬼になることを最終目的としており、そのために“教団”に忠実に従っている。

#### クインテット
“教団”に所属する5人組の女戦士軍団。音叉の付いた短剣を武器に音を自在に操る能力を駆使して戦う。亜梨子がリーダーを務める。以前はベスがリーダーを務めていた。統率者は指揮者で、彼には信頼を寄せているが、指揮者からは単なる道具としか見られていない。
亜梨子（アリス）
クインテットのリーダー。メンバーの中で唯一の日本人である。幼少時に両親を吸血鬼に殺害されたところを“指揮者”に拾われ、“教団”の学校で過ごしてきた。その事から吸血鬼に対して並々ならぬ憎しみを抱いており、両親を殺害した吸血鬼に復讐しようと考えている。自分と同様に幼少時から“教団”の学校で過ごしてきたエルシィとは仲が良い。
ベス/ベアトリス
クインテットの1人にして前リーダー。眼鏡を掛けている。5人の中で一番胸が大きい。穏やかな性格。過去に”通り過ぎる者”と戦った時に負傷したことからリーダーの座を退き、亜梨子に譲り渡した。ディアナがハーフ・ヴァンパイアである事は以前から知っていた模様。
ディアナ
クインテットの1人。幼い外見と裏腹にクールな性格。実はハーフ・ヴァンパイアで、クリス以外にはその事を秘密にしている。クリスがイシスに殺された際、彼女の懇願により自身の正体が発覚するのを覚悟の上で彼女の血を吸ったが、その後、教団の施設の地下に幽閉される。
実は空の娘であることが後に明らかになるが、詳細は不明。
エルシィ/エリザベス
クインテットの1人。ツインテールの髪型をした少女。亜梨子と同様に幼少時から“教団”の学校で過ごしてきており、彼女とは仲が良く、彼女のことを「お姉さま」と呼ぶ。愛称も彼女に付けて貰った物。ディアナと同じく幼い外見をしているが彼女とは対照的に外見通り子供っぽい性格。
クリス/クリステラ
クインテットの1人。ボーイッシュな外見をしている。ディアナがハーフ・ヴァンパイアである事を知っており、時折彼女に血を吸わせている。メンバーの中で唯一ロックが好きであるらしい。5人全員で砂姫と交戦している時に乱入したイシスに殺され、死の間際にディアナに正体が発覚するのを覚悟の上で血を吸わせた。

#### その他
“指揮者”（コンダクタ）
砂姫、空に協力する神父。実は“教団”のメンバーでクインテットの指揮官を務める。眼鏡を掛けた美形の男性であるがゲイでショタコン。空の事を気に入っているようだが、逆に砂姫からは良く思われていない。
カウロン
“色欲”の側近を務める老人。元々は聖職者だったがある時、“眠り姫”と出会い、彼女に魅了されたことから聖職者を辞め、“教団”に所属することとなった。“教団”では史上最年少で司祭の地位に就いていた。氷を操る能力を持つ。物腰は穏やかだが、一旦敵と見なした者に対しては冷徹になる。
“眠り姫”に対して並々ならぬ愛情を抱いており、いずれは彼女を独占しようと考えていたことから“色欲”が“眠り姫”を目覚めさせようとした時には彼と対立し、彼の手によって謀殺される。
ヒルデガルド（ヒルダ）
“怠惰”が操る生き人形(正確には怠惰に常に付き従い、危険が迫ると判断すると攻撃する「自動人形」)。眼鏡をかけたシスター風の外見をしている。
イシス
“強欲”が操る生き人形。“指揮者”によって製作された。ショートカットの髪型をした少女のような外見をしている。貧乳。最初は人形らしく無感情でただ命令に従うのみだったが後に魂を与えられ感情を持つようになり、言葉も話せるようになった。体内の「神の血」が濃くなった影響で「魔王」となった空と激戦を繰り広げる。暗器使いの“トリックスター”や“歌姫”、“壊し屋”など様々なタイプの魂を込められており、それに応じた能力（“トリックスター”はナイフのような暗器を飛ばし、“歌姫”はクインテットと同様に音を自在に操ることが出来る）を使って戦い、さらに格闘戦も得意とする。また、ラミアのように下半身が蛇のようになった「蛇神形態」に変形することも出来る他、背中から翼（片方は天使で片方は悪魔のような形）を生やして飛行することも出来る。空と交戦している時に突如ワープしてきた砂姫に頭部を残して破壊され（機能停止したわけではない）、ヒルダに回収された。

### その他の登場人物
平坂 暦（ひらさか こよみ）
魔物や吸血鬼を狩り続けているハンター。札を用いた術や棍棒を使って戦う。オッドアイで巨乳の持ち主。普段はフードとゴーグルとウィッグで変装している。男の子が大好き。ある組織（その正体は本編では明らかにされなかった）に所属しているらしい。
“眠り姫”
“教団”の本部の地下で眠り続けている銀髪の少女。空の姉である。空と同じく「神の血」を持つ吸血鬼で、髪から吸血することができる。“色欲”の手によって目覚めさせられた。
“通り過ぎる者”
クインテット過去編に登場。かつて、様々な人々を本能のままに襲い、捕食しながら世界中を回っていた凶悪な2人組の吸血鬼。シルクハットに燕尾服という外見をした男性型と、縦ロールの髪形をした男性型の2体で構成されている。力を解放すると怪物の姿に変身する。ある時、“教団”の施設を襲撃し、当時のクインテットと激戦を繰り広げ、倒される。

## 用語
“教団”
空を執拗に狙う謎の教団。創始者はユダであるらしい。吸血鬼を敵視している。最終目的は「神の血」を手に入れる事。上下逆にした十字架がシンボルマーク。「血の土地」（アケルダマ）という亜空間に総本山がある。
30枚銀貨
空が永い間探している銀貨で、空は全て集めて「人間」になろうとしている。ユダがイエス・キリストを裏切り、憲兵に買収された銀貨の枚数も30枚である。
神の血
空の体内に流れる特殊な血液で「キリストの血」とも呼ばれる。空はこれによって不老不死となっている。これ自身が強大な力を持っているようで、血が濃くなると「魔王」と呼ばれる怪物に変貌してしまう。
喰人鬼（グール）
吸血鬼に捕食された人間が魔物に変化した姿。この状態になると吸血鬼などと同様、人間を捕食するようになる。

## 書誌情報
- うたたねひろゆき 『天獄 -HEAVEN'S PRISON-』 集英社〈ヤングジャンプ・コミックス・ウルトラ〉、全12巻
  1. 2004年7月21日第1刷発行（7月16日発売[集 1]）、ISBN 978-4-08-876537-2
  2. 2005年9月21日第1刷発行（9月16日発売[集 2]）、ISBN 978-4-08-876862-5
  3. 2007年5月23日第1刷発行（5月18日発売[集 3]）、ISBN 978-4-08-877256-1
    - フィギュア付特装版 ISBN 978-4-08-908058-0

  4. 2008年7月23日第1刷発行（7月18日発売[集 4]）、ISBN 978-4-08-877436-7
  5. 2009年7月22日第1刷発行（7月17日発売[集 5]）、ISBN 978-4-08-877621-7
  6. 2011年10月24日第1刷発行（10月19日発売[集 6]）、ISBN 978-4-08-879007-7
  7. 2012年4月24日第1刷発行（54月19日発売[集 7]）、ISBN 978-4-08-879322-1
  8. 2012年11月24日第1刷発行（11月19日発売[集 8]）、ISBN 978-4-08-879443-3
  9. 2013年11月24日第1刷発行（11月19日発売[集 9]）、ISBN 978-4-08-879654-3
  10. 2015年3月24日第1刷発行（3月19日発売[集 10]）、ISBN 978-4-08-890136-7
  11. 2015年5月24日第1刷発行（5月19日発売[集 11]）、ISBN 978-4-08-890150-3
  12. 2015年6月24日第1刷発行（6月19日発売[集 12]）、ISBN 978-4-08-890151-0